# Audi A4 (B8)
Audi A4 (B8) — четвёртое поколение среднеразмерного Audi A4.
Первые официальные снимки четвёртого поколения появились ещё в середине 2007 года, а в сентябре 2007 года на Франкфуртском автосалоне состоялась премьера автомобиля версии седан, премьера универсала состоялась в марте 2008 на Женевском автосалоне. Нижняя часть автомобиля очень похожа на А5 купе. Оба автомобиля построены на одной платформе MLP (Modular Longitudinal Platform). На неё было потрачено четыре года и более миллиарда евро.
По сравнению с предшествующей моделью, A4 в кузове B7, новая B8 выросла в размерах — 160 мм прибавила колёсная база, 117 мм — общая длина. Это позволило увеличить пространство для ног задних пассажиров. Хотя габаритные размеры увеличились, снаряженная масса снизилась примерно на 10 %. Размер багажника также увеличился: до 480 литров для седана и 1430 л для универсала (Avant) при сложенных задних сидениях.

## Безопасность
Автомобиль прошел тест Euro NCAP в 2009 году:
| Euro NCAP                                                           | Euro NCAP | Euro NCAP | Euro NCAP             |
| ------------------------------------------------------------------- | --------- | --------- | --------------------- |
| · общий рейтинг                                                     |           |           |                       |
| 93%                                                                 | 84%       | 39%       | 71%                   |
| взрослый пассажир                                                   | ребёнок   | пешеход   | активная безопасность |
| Протестированная модель: Audi A4, 1,8 TFSI «Attraction», LHD (2009) |           |           |                       |

- Audi A4 удлинённая версия
- Audi A4 B8 Avant

## Рестайлинг (2011)
- Sedan
- Avant